# Martin Neerot
Martin Neerot (ur. 25 stycznia 1989 r. w Tallinnie) – estoński wioślarz.

## Osiągnięcia
- Mistrzostwa Świata Juniorów – Brandenburg 2005 – czwórka podwójna – 19. miejsce[1].
- Mistrzostwa Świata Juniorów – Amsterdam 2006 – dwójka podwójna – 14. miejsce[1].
- Mistrzostwa Świata Juniorów – Pekin 2007 – jedynka – 18. miejsce[1].
- Mistrzostwa Świata U-23 – Račice 2009 – ósemka – 6. miejsce[1].
- Mistrzostwa Świata U-23 – Brześć 2010 – ósemka – 7. miejsce[1].
- Mistrzostwa Europy – Montemor-o-Velho 2010 – ósemka – 8. miejsce[1].